# Steve Mix
Steven Charles Mix (Toledo, Ohio, 30 de desembre del 1947) és un jugador de bàsquet nord-americà retirat que va jugar 13 temporades a l'NBA, a més de jugar un únic partit amb els Denver Rockets a l'ABA. Amb 2,01 metres d'altura, jugava en la posició d'aler pivot. És el fundador i propietari de la Steve Mix Basketball Academy, una escola de bàsquet que organitza campaments d'estiu a Maumee, Ohio.

## Universitat
Va jugar durant tres temporades amb els Rockets de la Universitat de Toledo (Ohio), sent triat en totes elles en el millor quintet de la Mid-American Conference. Va anotar més de 20 punts per partit a cadascuna de les seves temporades. Així, en el seu primer any va aconseguir 23,0 punts i 13,5 rebots per partit, a la seva temporada junior va fer 21,8 punts i 10,2 rebots i a la seva última temporada, 24,1 punts i 12,1 rebots. El 1967 va guanyar el campionat de la Mid-American Conference, jugant aquest any el Torneig de la NCAA, sent triat en el seu últim any com el millor jugador de la conferència i All-American.
Ha estat inclòs als Salons de la Fama de la Rogers High School, Toledo City League, Universitat de Toledo, Mid-American Conference i de l'estat d'Ohio. El 17 de febrer de 2007 la seva samarreta amb el número 50 va ser retirada per la seva universitat com a homenatge, sent la primera ocasió que això succeeix a la Universitat de Toledo.

## Els seus inicis. Els Pistons i un breu pas per l'ABA (1969-72)
Va ser triat en la cinquena ronda del Draft de l'NBA del 1969, en la seixantena-primera posició pels Detroit Pistons, i pels Carolina Cougars en el draft de l'American Basketball Association, triant la primera opció. Als Pistons va passar les seves dues primeres temporades patint lesions constantment i sense la confiança de l'entrenador. En aquell temps només va disputar 43 partits, en els quals anotà 7,4 punts i capturà 4,0 rebots per partit. A la temporada 1971-72, quan únicament s'havien disputat 8 partits, va ser traspassat als Denver Rockets de l'ABA, però amb prou feines va jugar 4 minuts en el seu únic partit a la lliga de la pilota tricolor.

## Els anys gloriosos a Philadelphia (1974-1982)
Després d'un any en blanc, i ja recuperat de les seves lesions, a la temporada 1973-74 va fitxar pels Philadelphia 76ers, on ràpidament es va guanyar un lloc en el quintet titular, al costat de jugadors com Fred Carter o Tom Van Arsdale. A la seva primera temporada amb els Sixers assolí unes estadístiques de 14,9 punts i 10,5 rebots, a més de recuperar 212 pilotes (2,6 per partit), encara avui rècord de la franquícia. A l'any següent jugaria la seva millor temporada com a professional, malgrat perdre's gairebé 40 partits per culpa de les lesions. Anotà 15,6 punts i capturà 10,9 rebots per nit, essent triat per disputar el que seria l'únic All-Star Game de la seva carrera, en el qual va anotar 4 punts i va capturar 2 rebots en els 15 minuts que va estar a pista.
A la temporada 1976-77 disputaria la primera de les quatre Finals de la NBA a les quals arribaria a la seva carrera esportiva. Continuava sent titular, encara que la seva aportació en atac va minvar. L'equip disposava des d'aquella temporada amb el que havia estat la gran estrella de l'ABA, Julius Erving, i la seva aportació va ser decisiva per arribar a disputar el títol als Portland Trail Blazers, que en aquella època comptava amb jugadors com Bill Walton o Maurice Lucas, que van acabar donant la victòria al seu equip per 4 a 2. Mix va aportar 7,8 punts i 3,4 rebots per partit, essent ja el suplent del Dr. J. A l'any següent va caure definitivament del quintet titular, ocupant els llocs d'alers l'esmentat Erving i Doug Collins. No va ser fins a la temporada 1979-80 quan va tornar a donar mostres de la seva qualitat, actuant de sisè home i aportant 11,6 punts i 3,6 rebots per partit a un equip que va tornar a disputar les Finals d'aquell any, caient aquesta vegada davant Los Angeles Lakers novament per 4 a 2.
La seva aportació a la temporada 1980-81 va continuar sent molt destacada, ja que malgrat jugar tan sols 18 minuts per partit, les seves mitjanes sobrepassaven els 10 punts i 3 rebots per partit, essent el complement ideal a un fantàstic cinc titular compost per Julius Erving, Bobby Jones, Darryl Baby Gorilla Dawkins, Andrew Toney i Doug Collins, que no obstant això aquest any tornarien a caure a la Final de Conferència davant els Boston Celtics, posteriorment campions, per un ajustat 4 a 3.
A l'any següent, i ja amb 34 anys, va començar a notar que ja no podia seguir el mateix ritme que en anteriors temporades, essent la seva aportació cada vegada menor. Malgrat això, l'equip va tornar a plantar-se a les Finals de l'NBA, on van caure davant els Lakers per 4 a 2, en uns play-offs en els quals solament va jugar en 7 dels 21 partits disputats pel seu equip, aportant 4,3 punts per nit.

## Els Bucks... i finalista de nou amb els Lakers (1982-1983)
El 1982 va fitxar com a agent lliure pels Milwaukee Bucks, amb els quals va jugar 57 partits aquella temporada, 20 d'ells com a titular, però amb pocs minuts en pista. Malgrat això, els Lakers es van fixar en ell com a reforç per disputar els playoffs de 1983, en un intent de suplir la baixa de James Worthy, que es va fracturar la tíbia de la cama esquerra al final de la temporada regular. L'equip, plagat de grans jugadors del calibre de Kareem Abdul-Jabbar, Magic Johnson, Norm Nixon, Jamaal Wilkes, Bob McAdoo, Michael Cooper o el mateix Worthy, va sofrir una severa derrota en les finals, precisament davant l'equip del que procedia Mix, els Sixers, per 4 a 0.
En acabar la temporada, Mix va decidir retirar-se com a jugador. En el total de les seves 13 temporades a l'NBA assolí unes estadístiques de 10,6 punts i 5,3 rebots per partit.

## Vida posterior
El 1987, Mix es va unir a l'equip d'analistes del canal de televisió dels Sixers, al principi per comentar els partits que l'equip disputava fora de casa, encara que el seu veritable debut davant d'uns micròfons va ser el 1975, quan, després de trencar-se un genoll i perdre's mitja temporada, va comentar els partits de l'equip per la ràdio al costat de Bill Campbell. Després de la seva retirada, va començar a seguir els partits de la seva universitat al canal WSPD TV-13, i posteriorment els dels Detroit Pistons en la WKBD TV-50. Després de 13 temporades narrant els partits de Philadelphia, el 2007 no va renovar el seu contracte de comentarista. L'agost de 2008, el seu nom va sonar com a possible entrenador assistent dels Sixers, al costat del de Jeff Ruland.
L'any 2006, Mix va ser entrenador dels pivots dels Sixers, i des de fa uns anys és el propietari d'una escola d'estiu de bàsquet denominada Steve Mix Basketball Academy, que organitza campaments d'estiu a Maumee, Ohio.

## Estadístiques
LLEGENDA: PJ: Partits Jugats; PT: Partits jugats com a Titular; MPP: Minuts jugats Per Partit; TCA: Tirs de Camp Anotats (per partit); TCI: Tirs de Camp Intentats (per partit); %TC: percentatge de Tirs de Camp anotats; TLA: Tirs Lliures Anotats; TLI: Tirs Lliures Intentats; %TL: percentatge de Tirs Lliures anotats; REC: Recuperacions (per partit); TPP: Taps Per Partit; PÈR: Pèrdues (per partit); R.OF: Rebots Ofensius totals; R.DEF: Rebots Defensius totals; RPP: Rebots Per Partit; APP: Assistències Per Partit; FP: Faltes Personals (per partit); PPP: Punts Per Partit

### Temporada regular
| Temporada | Edat | Equip              | Lliga | PJ  | PT | MPP  | TCA | TCI  | %TC   | 3PA | 3PI | %3P  | TLA | TLI | %TL   | REC | TPP | PÈR | R.OF. | R.DEF. | RPP  | APP | FP  | PPP  |
| 1969-70   | 22   | Detroit Pistons    | NBA   | 18  |    | 15.3 | 2.7 | 5.6  | .480  |     |     |      | 1.3 | 2.2 | .590  |     |     |     |       |        | 3.6  | 0.8 | 1.7 | 6.6  |
| 1970-71   | 23   | Detroit Pistons    | NBA   | 35  |    | 20.9 | 3.2 | 7.1  | .446  |     |     |      | 1.9 | 2.5 | .764  |     |     |     |       |        | 4.7  | 1.0 | 2.1 | 8.3  |
| 1971-72   | 24   | TOTAL              | TOTAL | 9   |    | 12.0 | 1.8 | 5.3  | .333  | 0.0 | 0.0 |      | 0.8 | 1.3 | .583  |     |     | 0.0 | 0.1   | 0.0    | 2.7  | 0.4 | 0.9 | 4.3  |
| 1971-72   | 24   | Detroit Pistons    | NBA   | 8   |    | 13.0 | 1.9 | 5.9  | .319  |     |     |      | 0.9 | 1.5 | .583  |     |     |     |       |        | 2.9  | 0.5 | 0.9 | 4.6  |
| 1971-72   | 24   | Denver Rockets     | ABA   | 1   |    | 4.0  | 1.0 | 1.0  | 1.000 | 0.0 | 0.0 |      | 0.0 | 0.0 |       |     |     | 0.0 | 1.0   | 0.0    | 1.0  | 0.0 | 1.0 | 2.0  |
| 1973-74   | 26   | Philadelphia 76ers | NBA   | 82  |    | 36.2 | 6.0 | 12.7 | .475  |     |     |      | 2.8 | 3.5 | .792  | 2.6 | 0.5 |     | 3.7   | 6.8    | 10.5 | 1.9 | 3.7 | 14.9 |
| 1974-75   | 27   | Philadelphia 76ers | NBA   | 46  |    | 38.0 | 6.1 | 12.7 | .481  |     |     |      | 3.5 | 4.5 | .776  | 1.7 | 0.5 |     | 3.4   | 7.5    | 10.9 | 2.2 | 3.8 | 15.6 |
| 1975-76   | 28   | Philadelphia 76ers | NBA   | 81  |    | 37.5 | 5.2 | 10.4 | .499  |     |     |      | 3.5 | 4.3 | .818  | 2.0 | 0.4 |     | 2.7   | 5.5    | 8.2  | 2.7 | 3.6 | 13.9 |
| 1976-77   | 29   | Philadelphia 76ers | NBA   | 75  |    | 26.1 | 3.8 | 7.3  | .523  |     |     |      | 2.9 | 3.5 | .817  | 1.2 | 0.3 |     | 1.7   | 3.3    | 5.0  | 2.0 | 2.2 | 10.5 |
| 1977-78   | 30   | Philadelphia 76ers | NBA   | 82  |    | 22.2 | 3.5 | 6.8  | .520  |     |     |      | 2.1 | 2.7 | .795  | 1.1 | 0.0 | 1.6 | 1.2   | 2.5    | 3.6  | 2.1 | 1.9 | 9.2  |
| 1978-79   | 31   | Philadelphia 76ers | NBA   | 74  |    | 17.1 | 3.6 | 6.7  | .538  |     |     |      | 2.2 | 2.7 | .801  | 0.8 | 0.2 | 1.4 | 1.5   | 2.5    | 4.0  | 1.6 | 1.5 | 9.3  |
| 1979-80   | 32   | Philadelphia 76ers | NBA   | 81  |    | 19.0 | 4.5 | 8.7  | .516  | 0.0 | 0.1 | .400 | 2.6 | 3.1 | .831  | 0.8 | 0.1 | 1.6 | 1.4   | 2.2    | 3.6  | 1.8 | 1.4 | 11.6 |
| 1980-81   | 33   | Philadelphia 76ers | NBA   | 72  |    | 18.4 | 4.0 | 8.0  | .501  | 0.0 | 0.0 | .000 | 2.8 | 3.3 | .833  | 0.8 | 0.3 | 1.2 | 1.5   | 2.2    | 3.7  | 1.6 | 1.5 | 10.8 |
| 1981-82   | 34   | Philadelphia 76ers | NBA   | 75  | 0  | 16.5 | 2.7 | 5.3  | .506  | 0.0 | 0.1 | .250 | 1.8 | 2.3 | .791  | 0.6 | 0.2 | 0.9 | 1.2   | 1.8    | 3.0  | 1.2 | 1.1 | 7.2  |
| 1982-83   | 35   | TOTAL              | NBA   | 58  | 20 | 13.9 | 2.4 | 4.9  | .484  | 0.0 | 0.1 | .250 | 1.3 | 1.5 | .852  | 0.6 | 0.1 | 0.8 | 0.7   | 1.7    | 2.4  | 1.2 | 1.2 | 6.0  |
| 1982-83   | 35   | Milwaukee Bucks    | NBA   | 57  | 20 | 13.9 | 2.3 | 4.8  | .487  | 0.0 | 0.1 | .250 | 1.3 | 1.5 | .851  | 0.6 | 0.1 | 0.8 | 0.6   | 1.7    | 2.4  | 1.2 | 1.2 | 6.0  |
| 1982-83   | 35   | Los Angeles Lakers | NBA   | 1   | 0  | 17.0 | 4.0 | 10.0 | .400  | 0.0 | 0.0 |      | 1.0 | 1.0 | 1.000 | 0.0 | 0.0 | 0.0 | 1.0   | 0.0    | 1.0  | 2.0 | 1.0 | 9.0  |
| Total     |      |                    | TOTAL | 788 | 20 | 23.9 | 4.1 | 8.2  | .499  | 0.0 | 0.1 | .286 | 2.5 | 3.1 | .803  | 1.2 | 0.2 | 1.3 | 1.9   | 3.5    | 5.3  | 1.8 | 2.1 | 10.6 |
|           |      |                    | NBA   | 787 | 20 | 23.9 | 4.1 | 8.2  | .498  | 0.0 | 0.1 | .286 | 2.5 | 3.1 | .803  | 1.2 | 0.2 | 1.3 | 1.9   | 3.5    | 5.3  | 1.8 | 2.2 | 10.6 |
|           |      |                    | ABA   | 1   |    | 4.0  | 1.0 | 1.0  | 1.000 | 0.0 | 0.0 |      | 0.0 | 0.0 |       |     |     | 0.0 | 1.0   | 0.0    | 1.0  | 0.0 | 1.0 | 2.0  |

### Play-offs
| Temporada | Edat | Equip              | Lliga | PJ | MIN  | MPP  | TCA | TCI | %TC  | 3PA | 3PI | %3P   | TLA | TLI | %TL   | REC | TAP | PÈR | FP  | PTS | PPP  | R.OF. | REB | RPP | ASSIS | APP |
| 1975-76   | 28   | Philadelphia 76ers | NBA   | 3  | 134  | 44.7 | 18  | 46  | .391 |     |     |       | 8   | 10  | .800  | 11  | 2   |     | 13  | 44  | 14.7 | 6     | 18  | 6.0 | 12    | 4.0 |
| 1976-77   | 29   | Philadelphia 76ers | NBA   | 19 | 412  | 21.7 | 56  | 107 | .523 |     |     |       | 37  | 45  | .822  | 21  | 3   |     | 39  | 149 | 7.8  | 22    | 64  | 3.4 | 44    | 2.3 |
| 1977-78   | 30   | Philadelphia 76ers | NBA   | 10 | 235  | 23.5 | 49  | 82  | .598 |     |     |       | 38  | 43  | .884  | 15  | 1   | 12  | 22  | 136 | 13.6 | 17    | 46  | 4.6 | 36    | 3.6 |
| 1978-79   | 31   | Philadelphia 76ers | NBA   | 9  | 179  | 19.9 | 31  | 59  | .525 |     |     |       | 13  | 15  | .867  | 6   | 0   | 11  | 20  | 75  | 8.3  | 12    | 35  | 3.9 | 16    | 1.8 |
| 1979-80   | 32   | Philadelphia 76ers | NBA   | 17 | 200  | 11.8 | 44  | 96  | .458 | 0   | 0   |       | 25  | 28  | .893  | 8   | 5   | 15  | 22  | 113 | 6.6  | 10    | 31  | 1.8 | 13    | 0.8 |
| 1980-81   | 33   | Philadelphia 76ers | NBA   | 16 | 206  | 12.9 | 32  | 77  | .416 | 0   | 1   | .000  | 24  | 26  | .923  | 4   | 2   | 11  | 16  | 88  | 5.5  | 19    | 42  | 2.6 | 10    | 0.6 |
| 1981-82   | 34   | Philadelphia 76ers | NBA   | 7  | 50   | 7.1  | 12  | 22  | .545 | 1   | 1   | 1.000 | 5   | 7   | .714  | 0   | 0   | 4   | 5   | 30  | 4.3  | 4     | 11  | 1.6 | 6     | 0.9 |
| 1982-83   | 35   | Los Angeles Lakers | NBA   | 8  | 26   | 3.3  | 2   | 5   | .400 | 0   | 0   |       | 3   | 3   | 1.000 | 0   | 0   | 0   | 6   | 7   | 0.9  | 0     | 1   | 0.1 | 0     | 0.0 |
| Total     |      |                    | NBA   | 89 | 1442 | 16.2 | 244 | 494 | .494 | 1   | 2   | .500  | 153 | 177 | .864  | 65  | 13  | 53  | 143 | 642 | 7.2  | 90    | 248 | 2.8 | 137   | 1.5 |